# PalmOne Treo 600
Il PalmOne Treo 600 è uno smartphone in standard GPRS quadribanda (850/900 MHz e 1800/1900 MHz), basato sul palmOS 5.2.1.
Dotato di 24 Megabyte di RAM utilizzabili dall'utente, ha un touch screen da 2,5 pollici di risoluzione di 160x160. Compatibile con lettori software MP3, il Treo 600 è dotato di una fotocamera digitale da 0.3 megapixel (640x480).
Il 24 ottobre 2004, PalmOne ha presentato ufficialmente il successore di Treo 600, il Treo 650.

## Design
Il Treo 600 è un dispositivo piuttosto grande per gli standard dei telefoni cellulari, ma compatto per un PDA.
Il 600 è leggermente più ampio e profondo rispetto al suo predecessore ed è quasi mezzo pollice più sottile, conferendogli un aspetto più simile al cellulare.
Il nuovo fattore di forma è stato associato ad una saponetta. Il design è un esempio di forma che segue la funzione, la parte anteriore del telefono è composta da una tastiera QWERTY completa nella parte inferiore, con menu e pulsanti home in basso a destra.
Sopra la tastiera ci sono i 4 pulsanti per avviare le applicazioni ed un navigatore "a cinque vie".
Ogni pulsante dell'applicazione può essere associato a due applicazioni, ad eccezione dell'ultimo pulsante che ha una delle sue funzioni mappata permanentemente sull'accensione / spegnimento.
Sopra i pulsanti e il navigatore c'è un piccolo logo Treo e il grande schermo tattile a colori 160x160.
La parte superiore del telefono è occupata dall'auricolare, antenna, slot SDIO / MMC; davanti allo slot c'è la porta a infrarossi, con il pulsante di accensione che può essere utilizzato per spegnere lo schermo o, se tenuto premuto per qualche secondo, può disattivare le funzioni della radio.
Di fronte alla porta IR è presente un interruttore che, per impostazione predefinita, serve per passare tra la normale suoneria e la modalità silenziosa con vibrazione. La parte posteriore di Treo è abbastanza semplice con un logo Palm nella parte inferiore con un foro del pin di reset spostato a destra.
Sul retro del telefono verso l'alto c'è un adesivo con vari numeri di serie e una griglia a forma di altoparlante triangolare spostata a sinistra. Sopra la griglia dell'altoparlante si trova l'obiettivo della fotocamera VGA e la parte superiore dello stilo è visibile sopra e alla sinistra dell'obiettivo. La parte inferiore di Treo ospita il jack da 2,5 mm che può emettere audio stereo e accettare un adattatore per jack standard da 3,5 mm. Accanto al jack audio, nel centro del telefono, risiede un connettore utilizzato per il trasferimento e la ricarica dei dati. Il lato in alto a sinistra del telefono contiene 2 tasti del volume; il lato destro è un'immagine speculare di sinistra senza i tasti del volume.

## Caratteristiche
- Telefono cellulare, modello GSM / GPRS con bande 850/900/1800/1900 MHz, modello CDMA con bande 800/1900 MHz.
- Processore ARM 144-MHz.
- 32 MB di RAM (24 MB di spazio disponibile).
- Batterie ricaricabili agli ioni di litio incorporate, che durano più di 24 ore nell'uso normale.
- Palm OS versione 5.2.1H è completo di applicazioni standard tra cui la navigazione Web, l'e-mail, il calendario e i contatti.
- Dimensioni 11,2 × 6,0 × 2,2 cm.
- Peso 168 grammi.
- Mostra display retroilluminato CSTN 160 × 160 pixel.
- Slot di memoria SDIO / SD / MMC.
- Compatibile con cuffie audio stereo e MP3 (richiede un convertitore per accettare cuffie standard).
- Risoluzione della fotocamera digitale VGA (640 × 480) (la maggior parte dei modelli).
- Porta a infrarossi e touch-screen con stilo.
- Tastiera retroilluminata con disposizione del quadrante del telefono.
- Vivavoce e modalità vibrazione.